# Trebbiano d’Abruzzo
Unter der Bezeichnung Trebbiano d’Abruzzo wird ein trockener Weißwein in der italienischen Region Abruzzen produziert.

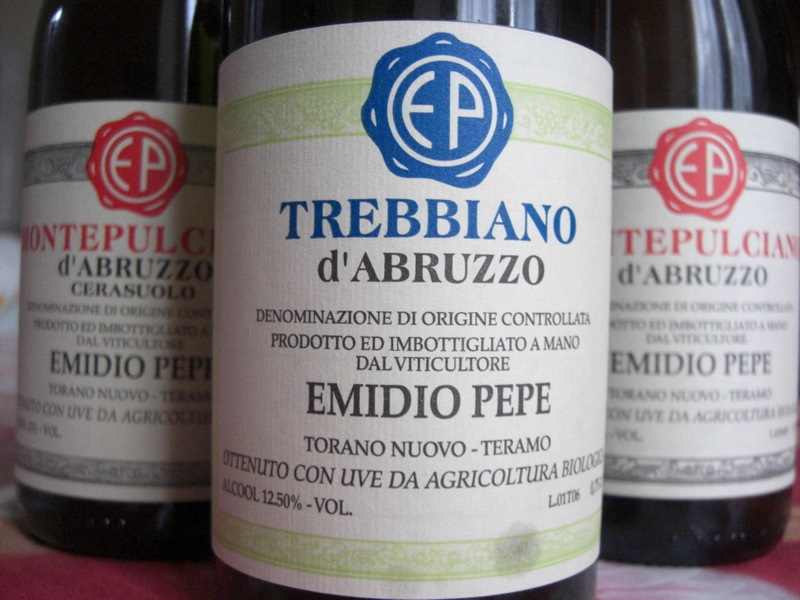
Trebbiano d’Abruzzo

Die Weine besitzen seit dem 28. Juni 1972 den Status einer „kontrollierte Herkunftsbezeichnung“ (Denominazione di origine controllata – DOC), die zuletzt am 7. März 2014 aktualisiert wurde.

## Anbau

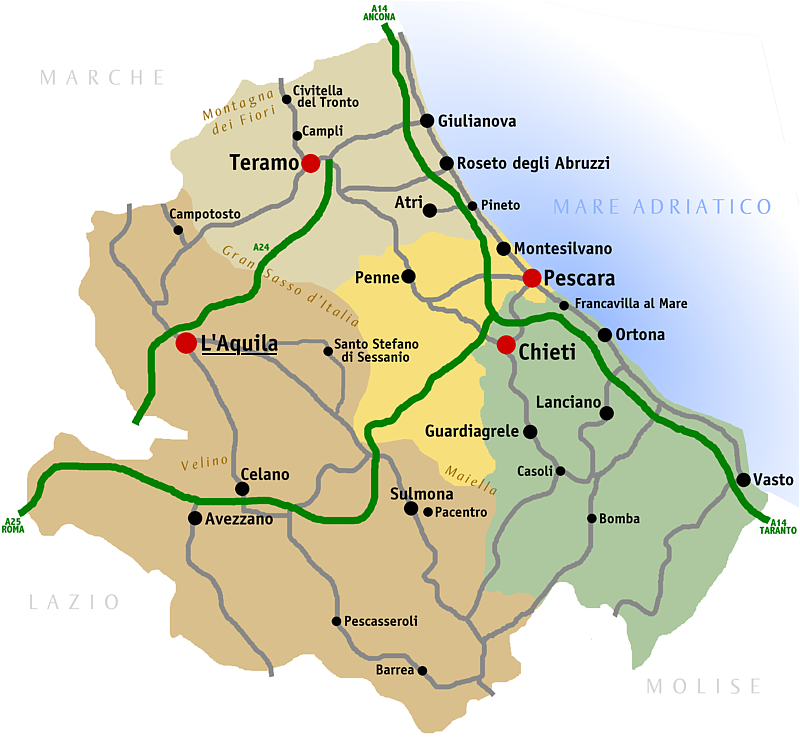
Die Provinzen der Region Abruzzen

Das Anbaugebiet erstreckt sich über alle vier Provinzen L’Aquila, Chieti, Pescara und Teramo mit 174 Gemeinden in geeigneten Lagen auf Hochplateaus sowie in Hanglagen. Die Weinberge liegen auf einer Höhe unterhalb 500 m s.l.m. Nur in ausgesprochen günstigen Südlagen sind auch Weinberge in einer Höhe von bis zu 600 m s.l.m. zugelassen. Der Anbau ist in folgenden Gemeinden gestattet:
1. in der Provinz Chieti:
 Altino, Archi, Ari, Arielli, Atessa, Bomba, Bucchianico, Canosa Sannita, Casacanditella, Casalanguida, Casalincontrada, Carpineto Sinello, Casalbordino, Casoli, Castel Frentano, Celenza sul Trigno, Chieti, Crecchio, Cupello, Fara Filiorum Petri, Filetto, Fossacesia, Francavilla al Mare, Fresagrandinaria, Frisa, Furci, Gissi, Giuliano Teatino, Guardiagrele, Lanciano, Lentella, Miglianico, Monteodorisio, Mozzagrogna, Orsogna, Ortona, Paglieta, Palmoli, Perano, Poggiofiorito, Pollutri, Ripa Teatina, Roccamontepiano, Rocca San Giovanni, San Buono, Sant’Eusanio del Sangro, San Giovanni Teatino, Santa Maria Imbaro, San Martino sulla Marrucina, San Salvo, San Vito Chietino, Scerni, Tollo, Torino di Sangro, Torrevecchia Teatina, Treglio, Vasto, Villalfonsina, Villamagna, Vacri;
2. in der Provinz L’Aquila:
Acciano, Anversa degli Abruzzi, Balsorano, Bugnara, Canistro, Capestrano, Castel di Ieri, Castelvecchio Subequo, Civita d’Antino, Civitella Roveto, Cocullo, Corfinio, Fagnano Alto, Fontecchio, Fossa, Gagliano Aterno, Goriano Sicoli, Introdacqua, Molina Aterno, Morino, Ofena, Pacentro, Poggio Picenze, Pratola Peligna, Pettorano sul Gizio, Prezza, Raiano, Roccacasale, San Demetrio ne’ Vestini, Sant’Eusanio Forconese, San Vincenzo Valle Roveto, Secinaro, Sulmona, Tione degli Abruzzi, Villa Sant’Angelo, Villa Santa Lucia, Vittorito;
3. in der Provinz Pescara:
 Alanno, Bolognano, Brittoli, Bussi sul Tirino, Cappelle sul Tavo, Castiglione a Casauria, Catignano, Cepagatti, Città Sant’Angelo, Civitella Casanova, Civitaquana, Collecorvino, Corvara, Cugnoli, Elice, Farindola, Lettomanoppello, Loreto Aprutino, Manoppello, Montebello di Bertona, Montesilvano, Moscufo, Nocciano, Penne, Pianella, Pietranico, Picciano, Pescara, Pescosansonesco, Popoli, Rosciano, San Valentino in Abruzzo Citeriore, Scafa, Serramonacesca, Spoltore, Tocco da Casauria, Torre de’ Passeri, Turrivalignani, Vicoli;
4. in der Provinz Teramo:
 Alba Adriatica, Ancarano, Atri, Basciano, Bellante, Bisenti, Campli, Canzano, Castel Castagna, Castellalto, Castiglione Messer Raimondo, Castilenti, Cellino Attanasio, Cermignano, Civitella del Tronto, Colledara, Colonnella, Controguerra, Corropoli, Giulianova, Martinsicuro, Montefino, Montorio al Vomano, Morro d’Oro, Mosciano Sant’Angelo, Nereto, Notaresco, Penna Sant’Andrea, Pineto, Roseto degli Abruzzi, Sant’Egidio alla Vibrata, Sant’Omero, Silvi, Teramo, Torano Nuovo, Tortoreto, Tossicia sowie im Ortsteil Trignano der Gemeinde Isola del Gran Sasso d’Italia.

Im Jahr 2017 wurden von 2184 ha Rebfläche 184.001 Hektoliter DOC-Wein erzeugt.

## Erzeugung
Der Wein wird zu mindestens 85 % aus den Rebsorten Trebbiano Abruzzese und/oder Bombino Bianco und/oder Trebbiano Toscano hergestellt. Höchstens 15 % andere weiße Rebsorten, die für den Anbau in der Region Abruzzen (unter anderem die Sorten Passerina und Cococciola) zugelassen sind, dürfen einzeln oder gemeinsam zugesetzt werden. Prinzipiell gilt, dass die Qualität mit zunehmendem Anteil der Rebsorte Trebbiano Toscano abnimmt.

## Beschreibung
Laut Denomination:
- Farbe: intensiv strohgelb
- Geruch: charakteristisch mit intensivem Aroma, zart
- Geschmack: trocken, fruchtig, samtig, ausgewogen
- Alkoholgehalt: mindestens 11,5 Vol.-%, für „Superiore“ 12,0 Vol.-% und für „Riserva“ 12,5 Vol.-%
- Säuregehalt: mind. 4,5 g/l
- Trockenextrakt: mind. 16,0 g/l